# ファースト・キッス (フェアーグラウンド・アトラクションのアルバム)
『ファースト・キッス』 (The First of a Million Kisses) は、1988年に発表されたフェアーグラウンド・アトラクションのアルバム。
本作のジャケットはエリオット・アーウィットの写真をトリミングしたものである。

## 収録曲
特記なき楽曲はマーク・E・ネヴィン作。
1. 愛の微笑み - "A Smile in a Whisper" - 3:30
2. パーフェクト - "Perfect" - 3:36
3. ムーン・オン・ザ・レイン - "Moon on the Rain" - 3:56
4. ファインド・マイ・ラヴ - "Find My Love" - 3:46
5. フェアーグラウンド・アトラクション - "Fairground Attraction" - 2:23
6. 風が知ってる私の名前 - "The Wind Knows My Name" - 4:10
7. クレアー - "Clare" - 3:15
8. コメディ・ワルツ - "Comedy Waltz" - 3:28
9. ムーン・イズ・マイン - "The Moon Is Mine" - 2:40
10. 駅前通りの子 - "Station Street" - 3:00
11. ウィスパーズ - "Whispers" (Eddi Reader) - 3:50
12. ハレルヤ - "Allelujah" - 3:24
13. フォーリング・バックワーズ - "Falling Backwards" - 2:25
14. ミソロジー - "Mythology" - 4:30

## 参加ミュージシャン
- Eddi Reader - ボーカル
- Mark E. Nevin - ギター
- Simon Edwards - ギタロン
- Ray Dodds - パーカッション、ドラム
- Kim Burton - ピアノ、アコーディオン、ハープ
- Roger Beaujolais - ヴィブラフォン、グロッケンシュピール
- Anthony Thistlethwaite, Steve Forster - マンドリン
- Ian Shaw - バックグラウンド・ヴォーカル
- Will Hasty - クラリネット